# Faleasiu
Faleasi'u è uno dei maggiori insediamenti sull'isola di Upolu, nello stato delle Isole Samoa. Si trova sulla costa nordovest dell'isola.
Faleasi'u fa parte del I distretto elettorale A'ana Alofi (Faipule District), che è il distretto elettorale maggiore di A'ana.
Faleasi'u consiste in cinque borgate: Safee, Sapulu, Lealalii, Moamoa, and Tauo'o.
Lo storico samoano Teo Tuvale (1855–1919) nacque a Faleasiu. Suo padre, Vaaelua Petaia (1822–1881), fu il primo pastore del villaggio.
Petaia fu uno dei primi cristiani samoani e uno dei primi studenti del Collegio teologico di Malua. Dopo il decesso di Petaia, il figlio Faleto'ese divenne il secondo pastore del villaggio. Il padre di Petaia proveniva da Lalomalava, sull'isola di Savai'i. 